# Daring Club de Bruxelles (club omnisports)
Pour les articles homonymes, voir standard.
Le Daring club de Bruxelles, est un club omnisports de la ville de Bruxelles.
Aujourd'hui seul la section hockey et tennis existent.

## Sections
- Basket-ball: Daring Basket Club
- Football: Daring Club de Bruxelles
- Hockey sur gazon : Royal Daring Hockey Club
- Tennis: Daring Tennis Club

## Football
La section football, fut créée en 1895.
Il fut, lors de la première partie du XXe siècle, avec la Royale Union Saint-Gilloise, le K Beerschot VAC, le RSC Anderlecht ou encore, avec le Royal Racing Club de Bruxelles l'un des meilleurs clubs de Belgique remportant cinq Championnat de Belgique ainsi qu'une Coupe de Belgique.
La section disparaît en 1973 où elle se retrouve fusionner dans le club du Royal Racing White qui deviendra le Racing White Daring de Molenbeek ou RWDM.
- Palmarès:
  - Championnat de Belgique (5)
  - Coupe de Belgique (1)
  - Championnat de Belgique de D2 (3)

## Basket-ball
La section basket, fut créée en ?.
Il participa, avec le Brussels AC, l'Amicale Sportive, le Royal IV Brussels et le Fresh Air SC à la grande épopée des clubs bruxellois remportant deux Championnat de Belgique.
La section disparaît par la suite.
- Palmarès:
  - Championnat de Belgique (2)
  - Coupe de Belgique (1)

## Hockey sur gazon
La section hockey, fut créée en 1922.
Sport très populaire dans cette région du pays, la section fait partie des grands clubs bruxellois remportant quatre titres, .
- Palmarès:
  - Championnat de Belgique (4)